# UEFA Europa League 2014-2015 (qualificazioni)
Questa voce raccoglie un approfondimento sulle gare dei turni preliminari dell'edizione 2014-2015 della UEFA Europa League.

## Primo turno

### Sorteggio
| Gruppo 1                                                                | Gruppo 1                                                          | Gruppo 2                                                 | Gruppo 2                                                | Gruppo 3                                                            | Gruppo 3                                                                      | Gruppo 4                                                                     | Gruppo 4                                                       |
| Teste di serie                                                          | Non teste di serie                                                | Teste di serie                                           | Non teste di serie                                      | Teste di serie                                                      | Non teste di serie                                                            | Teste di serie                                                               | Non teste di serie                                             |
| ----------------------------------------------------------------------- | ----------------------------------------------------------------- | -------------------------------------------------------- | ------------------------------------------------------- | ------------------------------------------------------------------- | ----------------------------------------------------------------------------- | ---------------------------------------------------------------------------- | -------------------------------------------------------------- |
| Spartak Trnava Inter Baku Koper Čukarički Flamurtari                    | Tiraspol Sant Julià Sioni Bolnisi Hibernians Čelik Nikšić         | Şaxter Široki Brijeg Birkirkara Vaduz Chikhura Sachkhere | Diósgyőr Širak Qəbələ Turnovo College Europa            | Liteks Loveč RNK Spalato Budućnost Podgorica Kukësi Metalurg Skopje | Veris Chișinău Mika Qayrat UE Santa Coloma Folgore                            | Željezničar P'yownik Botev Plovdiv Zimbru Chișinău Ferencváros Rudar Velenje | Shkëndija Sliema Wanderers Astana Laçi Lovćen Cetinje Libertas |
| Gruppo 5                                                                | Gruppo 5                                                          | Gruppo 6                                                 | Gruppo 6                                                | Gruppo 7                                                            | Gruppo 7                                                                      |                                                                              |                                                                |
| Teste di serie                                                          | Non teste di serie                                                | Teste di serie                                           | Non teste di serie                                      | Teste di serie                                                      | Non teste di serie                                                            |                                                                              |                                                                |
| Rosenborg Differdange 03 Linfield Brommapojkarna Nõmme Kalju Derry City | Fram Reykjavík Jelgava VPS B36 Tórshavn Atlantas Aberystwyth Town | Tromsø Ekranas Aberdeen Bangor City MYPA Jeunesse Esch   | Crusaders Dundalk Stjarnan Daugava Rīga ÍF Santos Tartu | FH Göteborg Honka Sligo Rovers Haugesund Daugava Daugavpils         | Fola Esch Víkingur Banga Gargždai Kalev Sillamäe Airbus UK Broughton Glenavon |                                                                              |                                                                |

### Risultati

#### Andata
| Arbitro: | Arnold Hunter |

|              |           |            |
| Ohawuchi 39’ | Marcatori | 77’ Nalepa |

| Arbitro: | Lorenc Jemini |

|  |           |                        |
|  | Marcatori | 59’ (rig.), 71’ Towell |

| Arbitro: | Jonathan Lardot |

|                          |           |                  |
| Vručina 45+5’ Mitrov 47’ | Marcatori | 50’ (rig.) Grosu |

| Arbitro: | Jurij Možarovs'kyj |

|                  |           |                        |
| Deble 86’ (rig.) | Marcatori | 71’ Topčagić 83’ Malyi |

| Arbitro: | Ramin Hasanov |

|              |           |  |
| Darabaev 89’ | Marcatori |  |

| Arbitro: | Tomasz Musiał |

|              |           |                                                       |
| Papikyan 68’ | Marcatori | 40’ Nöserbayev 67’ Jolşïyev 71’ Kéthévoama 84’ Kurdov |

| Orhei 3 luglio 2014, ore 16:30 UTC+3 | Veris        | 0 – 0 referto | Liteks Loveč | CSR Orhei\| Arbitro: \| Mitja Žganec \| |
| Arbitro:                             | Mitja Žganec |               |              |                                         |

| Arbitro: | Artёm Kwçïn |

|  |           |                 |
|  | Marcatori | 74’, 89’ Wagner |

| Arbitro: | Michael Lerjéus |

|  |           |                                                                               |
|  | Marcatori | 14’, 44’ Andersen 22’ Johansen 24’ Moldskred 56’ Drage 75’ Norbye 79’ Johnsen |

| Gargždai 3 luglio 2014, ore 17:00 UTC+3 | Banga         | 0 – 0 referto | Sligo Rovers | Stadio Gargždai\| Arbitro: \| Suren Baliyan \| |
| Arbitro:                                | Suren Baliyan |               |              |                                                |

| Arbitro: | Daniel Stefański |

|  |           |                                                      |
|  | Marcatori | 21’ Palčič 37’ Halilović 50’, 86’ Ćovilo 87’ Guberac |

| Arbitro: | Sergiu Derenov |

|              |           |  |
| Abdulahi 76’ | Marcatori |  |

| Arbitro: | Petur Reinert |

|                         |           |             |
| Ratnikov 18’ Kabaev 72’ | Marcatori | 83’ Kabashi |

| Arbitro: | Ádám Németh |

|  |           |                  |
|  | Marcatori | 31’ Kutchukhidze |

| Arbitro: | Tihomir Peijn |

|  |           |                                          |
|  | Marcatori | 3’ Krstev 15’ Stojanovski 85’ Simonovski |

| Arbitro: | Tore Hansen |

|                            |           |             |
| Strandvall 53’ Parikka 54’ | Marcatori | 33’ Kouakou |

| Arbitro: | Edin Jakupović |

|                                              |           |  |
| Ognjanov 25’, 51’ Cvetkov 58’ Luís Pedro 72’ | Marcatori |  |

| Arbitro: | Kristo Tohver |

|                 |           |                                 |
| Isiani 27’, 30’ | Marcatori | 20’ Veliu 74’ Kuqi 90+3’ Shehaj |

| Arbitro: | Ante Vučemilović-Šimunović |

|                             |           |                                               |
| Novicov 78’ Karanejchev 88’ | Marcatori | 8’ Tskhadadze 10’ Məmmədov 71’ (aut.) Novicov |

| Arbitro: | Johnny Casanova |

|                           |           |  |
| Sutter 6’ Schürpf 8’, 72’ | Marcatori |  |

| Arbitro: | Adrien Jaccottet |

|                                                   |           |  |
| Pedersen 23’ Søderlund 44’, 54’ (rig.) Jensen 73’ | Marcatori |  |

| Göteborg 3 luglio 2014, ore 19:00 UTC+2 | Göteborg         | 0 – 0 referto | Fola Esch | Gamla Ullevi\| Arbitro: \| Nikola Dabanović \| |
| Arbitro:                                | Nikola Dabanović |               |           |                                                |

| Arbitro: | Enea Jorgij |

|              |           |  |
| Er Rafik 87’ | Marcatori |  |

| Arbitro: | Antti Munukka |

|             |           |             |
| Johnson 21’ | Marcatori | 43’ Bamberg |

| Arbitro: | Mark Whitby |

|                      |           |                                             |
| Cohen 49’ Failla 50’ | Marcatori | 11’ (rig.), 13’ Sabo 36’ Vlasko 88’ Mikinič |

| Arbitro: | Paul McLaughlin |

|                                                                |           |  |
| Mirosavljević 8’ Bojić 48’ Srnić 89’ Stojiljković 90+1’ (rig.) | Marcatori |  |

| Arbitro: | Bart Vertenten |

|                         |           |  |
| Glumac 39’ Vojnović 87’ | Marcatori |  |

| Arbitro: | George Vadachkoria |

|            |           |             |
| Klinar 17’ | Marcatori | 90’ Adeniyi |

| Arbitro: | Nikola Popov |

|           |           |                         |
| Lawal 72’ | Marcatori | 38’ Mulgrew 88’ Carvill |

| Arbitro: | João Capela |

|                           |           |            |
| Justinussen 23’ Olsen 59’ | Marcatori | 56’ Kokins |

| Arbitro: | Ignasi Villamayor Rozados |

|                        |           |           |
| Barczi 34’ Bacsa 90+3’ | Marcatori | 36’ Bissi |

| Arbitro: | Thorvaldur Árnason |

|              |           |                              |
| Perrotta 55’ | Marcatori | 30’ Raspopović 36’ Raičković |

| Arbitro: | Mads-Kristoffer Kristoffersen |

|                                                          |           |  |
| McEleney 15’ Patterson 25’ (rig.) Timlin 47’ McNamee 86’ | Marcatori |  |

| Arbitro: | Nicolas Rainville |

|                                                         |           |  |
| Logan 33’ McGinn 49’ Rooney 52’ (rig.), 90+2’ Hayes 73’ | Marcatori |  |

| Arbitro: | Javier Estrada Fernández |

|                                    |           |             |
| Cockcroft 23’ Owens 43’ Coates 58’ | Marcatori | 88’ Susnjar |

| Sarajevo 3 luglio 2014, ore 21:15 UTC+2 | Željezničar | 0 – 0 referto | Lovćen | Stadio Asim Ferhatović Hase\| Arbitro: \| Marco Borg \| |
| Arbitro:                                | Marco Borg  |               |        |                                                         |

| Arbitro: | Jari Järvinen |

|  |           |            |
|  | Marcatori | 61’ Prates |

| Arbitro: | Aleksandrs Anufrijevs |

|                                                        |           |  |
| Finsen 14’ (rig.), 54’ Gunnarsson 16’ Björgvinsson 70’ | Marcatori |  |

| Arbitro: | Zbynek Proske |

|                                   |           |  |
| Óskarsson 83’ Guðnason 90’, 90+3’ | Marcatori |  |

#### Ritorno
| Arbitro: | Þóroddur Hjaltalín |

|             |           |                  |
| Carvill 17’ | Marcatori | 48’ (rig.) Lawal |

| Arbitro: | Eitan Shemeulevitch |

|                                                 |           |  |
| Fïnonçenko 12’, 49’ Qonısbayev 29’ Pokrivač 45’ | Marcatori |  |

| Arbitro: | Sjarhej Cynkevič |

|                         |           |  |
| Jolşïyev 13’ Shomko 80’ | Marcatori |  |

| Arbitro: | Oliver Drachta |

|                  |           |           |
| Karapetyan 45+1’ | Marcatori | 88’ Bilić |

| Arbitro: | Tamás Bognár |

|                                |                      |                                      |
| Adeniyi 58’                    | Marcatori            | 90+3’ Eterović                       |
| Zefi Vuçaj Sheta Teqja Adeniyi | Tiri di rigore 3 – 2 | Eterović Knezović Rošer Kocić Klinar |

| Arbitro: | Andreas Ekberg |

|             |           |           |
| Zatkins 60’ | Marcatori | 88’ Olsen |

| Arbitro: | Tornike Gvantseladze |

|                                       |           |  |
| Tomković 14’ Raičević 58’ Vujačić 72’ | Marcatori |  |

| Arbitro: | Christian Dingert |

|  |           |               |
|  | Marcatori | 57’ Sadiković |

| Arbitro: | Jaroslav Kozyk |

|                  |           |                  |
| Kochanauskas 60’ | Marcatori | 55’, 71’ Heatley |

| Arbitro: | Raymond Crangle |

|                                      |           |                            |
| Äijälä 45’ Mombilo 90’ Porokara 105’ | Marcatori | 25’ Sidorenkov 120’ Kabaev |

| Arbitro: | Marios Panayi |

|                                                      |           |          |
| Daşdəmirov 79’ Tskhadadze 83’ (rig.) Guseynpur 90+1’ | Marcatori | 6’ Bulat |

| Andorra la Vella 10 luglio 2014, ore 18:00 UTC+2 | Sant Julià         | 0 – 0 referto | Čukarički | Estadi Comunal d'Aixovall\| Arbitro: \| Zaven Hovhannisyan \| |
| Arbitro:                                         | Zaven Hovhannisyan |               |           |                                                               |

| Arbitro: | Manuel Schüttengruber |

|                                    |           |                 |
| Gabedava 7’, 67’ Rekhviashvili 75’ | Marcatori | 45+1’ Pandovski |

| Arbitro: | Ken Henry Johnsen |

|                                             |           |             |
| Gnedojus 10’ Papšys 62’ (rig.) Maksimov 89’ | Marcatori | 81’ Caillet |

| Arbitro: | Anders Poulsen |

|                     |           |                            |
| Nunes 11’ Wakui 53’ | Marcatori | 25’ Ómarsson 64’ Bjarnason |

| Arbitro: | John Beaton |

|  |           |                         |
|  | Marcatori | 30’ Jensen 73’ Diskerud |

| Arbitro: | Fran Jović |

|                       |           |             |
| Agdestein 7’ Sema 56’ | Marcatori | 14’ Pearson |

| Arbitro: | Michail Vilkov |

|  |           |                      |
|  | Marcatori | 22’, 40’, 45’ Rooney |

| Arbitro: | Clayton Pisani |

|            |           |                             |
| Shehaj 85’ | Marcatori | 56’ Ugulava 83’ (aut.) Kuqi |

| Arbitro: | Anatolïy Vïşnïçenko |

|                       |           |  |
| Amani 6’ Pașcenco 88’ | Marcatori |  |

| Arbitro: | Sergej Lapočkin |

|                      |           |  |
| Une 64’ Petrović 78’ | Marcatori |  |

| Arbitro: | Richard Trutz |

|                                                            |           |          |
| Espejord 13’ Drage 23’ Andersen 28’, 57’ Wangberg 54’, 79’ | Marcatori | 39’ Alve |

| Arbitro: | Jakob Kehlet |

|  |           |                       |
|  | Marcatori | 76’ Vibe 81’ Mahlangu |

| Arbitro: | Nerijus Dunauskas |

|                                             |           |  |
| Mikovič 12’, 86’ Sabo 21’, 90+2’ Vlasko 28’ | Marcatori |  |

| Arbitro: | Pavle Radovanović |

|               |           |                                                |
| Camenzuli 44’ | Marcatori | 30’ Elek 62’ Husić 66’ Barczi 90+1’ Marjanović |

| Tirana 10 luglio 2014, ore 19:30 UTC+2 | Kukësi     | 0 – 0 referto | Qayrat | Stadio Qemal Stafa\| Arbitro: \| Neil Doyle \| |
| Arbitro:                               | Neil Doyle |               |        |                                                |

| Arbitro: | Jérôme Efong Nzolo |

|  |           |                                               |
|  | Marcatori | 11’ Duffy 14’ McNamee 60’, 84’, 86’ Patterson |

| Arbitro: | Dag Vidar Hafsås |

|  |           |                                                      |
|  | Marcatori | 53’ Rauschenberg 68’, 81’ Björgvinsson 85’ Johansson |

| Arbitro: | Laurent Kopriwa |

|  |           |            |
|  | Marcatori | 89’ Hasler |

| Tórshavn 10 luglio 2014, ore 19:00 UTC+1 | ÍF Fuglafjordur | 0 – 0 referto | MyPa | Tórsvøllur\| Arbitro: \| Boško Jovanetić \| |
| Arbitro:                                 | Boško Jovanetić |               |      |                                             |

| Arbitro: | Bardhyl Pashaj |

|                                             |           |  |
| Keane 45+1’ Greene 72’ North 83’ Cawley 89’ | Marcatori |  |

| Arbitro: | Anatolij Žabčenko |

|                                                   |           |  |
| Črnigoj 10’ Galešić 17’ (rig.), 90+4’ Pučko 90+1’ | Marcatori |  |

| Arbitro: | Vladimir Vnuk |

|                            |           |  |
| Zakarić 17’ Marić 29’, 56’ | Marcatori |  |

| Arbitro: | Alexandru Tean |

|  |           |                         |
|  | Marcatori | 65’ Cvetkov 88’ Filipov |

| Arbitro: | Ognijen Valijć |

|                            |           |              |
| Ugrai 14’ (rig.) Busai 56’ | Marcatori | 60’ Scozzese |

| Arbitro: | Ville Nevalainen |

|                             |           |  |
| Naumoski 19’ Simonovski 34’ | Marcatori |  |

| Arbitro: | Cvetan Krastev |

|                                  |           |           |
| Massey 8’ Byrne 37’ Mountney 45’ | Marcatori | 55’ Zydko |

| Arbitro: | Sascha Amhof |

|                         |           |                                       |
| Braniff 58’ Bradley 60’ | Marcatori | 3’ Óskarsson 37’, 69’ (rig.) Emilsson |

| Arbitro: | Petr Ardeleanu |

|                           |           |  |
| Mendy 27’ Jordán 63’, 74’ | Marcatori |  |

### Tabella riassuntiva
| Squadra 1           | Totale          | Squadra 2          | Andata | Ritorno     |
| ------------------- | --------------- | ------------------ | ------ | ----------- |
| Sioni Bolnisi       | 4 - 4 (gfc)     | Flamurtari         | 2 - 3  | 2 - 1       |
| Tiraspol            | 3 - 6           | Inter Baku         | 2 - 3  | 1 - 3       |
| Hibernians          | 2 - 9           | Spartak Trnava     | 2 - 4  | 0 - 5       |
| Čukarički Stankom   | 4 - 0           | Sant Julià         | 4 - 0  | 0 - 0       |
| Čelik Nikšić        | 0 - 9           | Koper              | 0 - 5  | 0 - 4       |
| Turnovo             | 1 - 4           | Chikhura Sachkhere | 0 - 1  | 1 - 3       |
| Širak               | 1 - 6           | Şaxter             | 1 - 2  | 0 - 4       |
| Qəbələ              | 0 - 5           | Široki Brijeg      | 0 - 2  | 0 - 3       |
| Diósgyőr            | 6 - 2           | Birkirkara         | 2 - 1  | 4 - 1       |
| Vaduz               | 4 - 0           | College Europa     | 3 - 0  | 1 - 0       |
| Veris               | 0 - 3           | Liteks Loveč       | 0 - 0  | 0 - 3       |
| UE Santa Coloma     | 0 - 5           | Metalurg Skopje    | 0 - 3  | 0 - 2       |
| Qayrat              | 1 - 0           | Kukësi             | 1 - 0  | 0 - 0       |
| Folgore             | 1 - 5           | Budućnost          | 1 - 2  | 0 - 3       |
| RNK Spalato         | 3 - 1           | Mika               | 2 - 0  | 1 - 1       |
| Botev Plovdiv       | 6 - 0           | Libertas           | 4 - 0  | 2 - 0       |
| Željezničar         | 1 - 0           | Lovćen             | 0 - 0  | 1 - 0       |
| Škendija            | 2 - 3           | Zimbru Chișinău    | 2 - 1  | 0 - 2       |
| Sliema Wanderers    | 2 - 3           | Ferencváros        | 1 - 1  | 1 - 2       |
| P'yownik            | 1 - 6           | Astana             | 1 - 4  | 0 - 2       |
| Rudar Velenje       | 2 - 2 (2-3 dcr) | Laçi               | 1 - 1  | 1 - 1 (dts) |
| Differdange 03      | 2 - 3           | Atlantas           | 1 - 0  | 1 - 3       |
| VPS                 | 2 - 3           | Brommapojkarna     | 2 - 1  | 0 - 2       |
| B36 Tórshavn        | 2 - 3           | Linfield           | 1 - 2  | 1 - 1       |
| Fram Reykjavík      | 2 - 3           | Kalju Nõmme        | 0 - 1  | 2 - 2       |
| Rosenborg           | 6 - 0           | Jelgava            | 4 - 0  | 2 - 0       |
| Derry City          | 9 - 0           | Aberystwyth Town   | 4 - 0  | 5 - 0       |
| Aberdeen            | 8 - 0           | Daugava Rīga       | 5 - 0  | 3 - 0       |
| Santos Tartu        | 1 - 13          | Tromsø             | 0 - 7  | 1 - 6       |
| Crusaders           | 4 - 3           | Ekranas            | 3 - 1  | 1 - 2       |
| Stjarnan            | 8 - 0           | Bangor City        | 4 - 0  | 4 - 0       |
| Jeunesse Esch       | 1 - 5           | Dundalk            | 0 - 2  | 1 - 3       |
| MyPa                | 1 - 0           | ÍF Fuglafjørður    | 1 - 0  | 0 - 0       |
| FH Hafnarfjörður    | 6 - 2           | Glenavon           | 3 - 0  | 3 - 2       |
| Kalev Sillamäe      | 4 - 4 (gfc)     | Honka              | 2 - 1  | 2 - 3 (dts) |
| Banga               | 0 - 4           | Sligo Rovers       | 0 - 0  | 0 - 4       |
| Víkingur            | 3 - 2           | Daugava Daugavpils | 2 - 1  | 1 - 1       |
| Göteborg            | 2 - 0           | Fola Esch          | 0 - 0  | 2 - 0       |
| Airbus UK Broughton | 2 - 3           | Haugesund          | 1 - 1  | 1 - 2       |

## Secondo turno

### Sorteggio
| Gruppo 1                                            | Gruppo 1                                                          | Gruppo 2                                                      | Gruppo 2                                                            | Gruppo 3                                                    | Gruppo 3                                                  | Gruppo 4                                                   | Gruppo 4                                               |
| Teste di serie                                      | Non teste di serie                                                | Teste di serie                                                | Non teste di serie                                                  | Teste di serie                                              | Non teste di serie                                        | Teste di serie                                             | Non teste di serie                                     |
| --------------------------------------------------- | ----------------------------------------------------------------- | ------------------------------------------------------------- | ------------------------------------------------------------------- | ----------------------------------------------------------- | --------------------------------------------------------- | ---------------------------------------------------------- | ------------------------------------------------------ |
| Lech Poznań Molde Dinamo Minsk Göteborg Željezničar | Győr Gorica MyPa Kalju Nõmme Metalurg Skopje                      | Slovan Liberec Tromsø Petrolul Ploiești FH Hapoel Be'er Sheva | RNK Spalato Neman Hrodna Košice Víkingur Flamurtari                 | CFR Cluj Motherwell Crusaders Grödig Zest'aponi             | Spartak Trnava Jagodina Stjarnan Brommapojkarna Čukarički | Bursaspor Rijeka Groningen AIK Neftçi Baku                 | Linfield Aberdeen Koper Ferencváros Chikhura Sachkhere |
| Gruppo 5                                            | Gruppo 5                                                          | Gruppo 6                                                      | Gruppo 6                                                            | Gruppo 7                                                    | Gruppo 7                                                  | Gruppo 8                                                   | Gruppo 8                                               |
| Teste di serie                                      | Non teste di serie                                                | Teste di serie                                                | Non teste di serie                                                  | Teste di serie                                              | Non teste di serie                                        | Teste di serie                                             | Non teste di serie                                     |
| Rosenborg Omonia Lucerna Zorja Mladá Boleslav       | St. Johnstone Široki Brijeg Sligo Rovers Budućnost Podgorica Laçi | Zulte Waregem Krasnodar CSKA Sofia Sarajevo Şaxter            | Atlantas Kalev Sillamäe Zawisza Bydgoszcz Zimbru Chișinău Haugesund | Hapoel Tel Aviv Liteks Loveč Vojvodina Ruch Chorzów Šachcër | Astana Diósgyőr Vaduz Trenčín Derry City                  | Esbjerg Elfsborg Hajduk Spalato Asteras Tripoli St. Pölten | Inter Baku Botev Plovdiv Dundalk Qayrat RoPS           |

### Risultati

#### Andata
| Arbitro: | Sergei Ivanov |

|                                                |           |  |
| Cañas 16’ (rig.) Nöserbayev 58’ Beýsebekov 69’ | Marcatori |  |

| Arbitro: | Oleksandr Derdo |

|                     |           |            |
| Knežević 50’ (rig.) | Marcatori | 90’ Fellah |

| Arbitro: | Peter Kralović |

|  |           |                                          |
|  | Marcatori | 23’ (aut.) Sheta 47’ Ljubenović 75’ Boli |

| Arbitro: | Jesús Gil Manzano |

|  |           |                    |
|  | Marcatori | 83’ (rig.) Jarolím |

| Arbitro: | Denis Scherbakov |

|                  |           |                        |
| Abdullayev 45+1’ | Marcatori | 24’ Galešić 41’ Palčič |

| Arbitro: | Ivaylo Stoyanov |

|                                           |           |  |
| Udoji 25’ Stasevič 61’ (rig.) Nikolić 86’ | Marcatori |  |

| Arbitro: | Bart Vertenten |

|  |           |                            |
|  | Marcatori | 36’ Roberto 79’ Lobjanidze |

| Arbitro: | Michael Lerjéus |

|                                        |           |  |
| Simon 20’, 53’, 60’ Jairo da Silva 72’ | Marcatori |  |

| Arbitro: | Milenko Vukadinović |

|               |           |             |
| Lahdenmäki 2’ | Marcatori | 10’ Sankaré |

| Arbitro: | Radek Příhoda |

|                                  |           |                          |
| Zieńczuk 19’ Stawarczyk 20’, 74’ | Marcatori | 16’ Muntwiler 59’ Stahel |

| Klaipėda 17 luglio 2014, ore 18:00 UTC+3 | Atlantas      | 0 – 0 referto | Şaxter | Klaipėdos centrinis stadionas\| Arbitro: \| Ognjen Valjić \| |
| Arbitro:                                 | Ognjen Valjić |               |        |                                                              |

| Arbitro: | Domagoj Vučkov |

|           |           |  |
| Wakui 81’ | Marcatori |  |

| Zestaponi 17 luglio 2014, ore 18:00 | Zest'aponi      | 0 – 0 referto | Spartak Trnava | David Abashidze Stadium\| Arbitro: \| Alexandr Aliyev \| |
| Arbitro:                            | Alexandr Aliyev |               |                |                                                          |

| Arbitro: | Davide Massa |

|  |           |                 |
|  | Marcatori | 29’ Georgievski |

| Arbitro: | Ken Henry Johnsen |

|                          |           |  |
| Nepomuceno 77’ Tamuz 84’ | Marcatori |  |

| Arbitro: | Marco Guida |

|                                   |           |             |
| Cvetkov 39’ (rig.) Chunchukov 86’ | Marcatori | 55’ Segovia |

| Arbitro: | Bardhyl Pashaj |

|                    |           |              |
| Savicki 66’ (rig.) | Marcatori | 55’ Emilsson |

| Arbitro: | Christos Nicolaides |

|                                                     |           |  |
| Rexhepi 9’ Albornoz 27’ Une 62’ Bärkroth 65’ (rig.) | Marcatori |  |

| Arbitro: | Saïd Ennjimi |

|                      |           |             |
| Skalák 68’ Ďuriš 76’ | Marcatori | 51’ Zakarić |

| Arbitro: | Michael Tykgaard |

|              |           |                     |
| Diskerud 81’ | Marcatori | 56’ Keane 70’ North |

| Arbitro: | Benoît Bastien |

|               |           |            |
| Schneuwly 68’ | Marcatori | 47’ McLean |

| Arbitro: | Barış Şimşek |

|                  |           |             |
| Karachanakov 41’ | Marcatori | 31’ Alexeev |

| Cluj-Napoca 17 luglio 2014, ore 19:30 UTC+3 | CFR Cluj         | 0 – 0 referto | Jagodina | Stadionul Dr. Constantin Rădulescu\| Arbitro: \| Aleksej Nikolaev \| |
| Arbitro:                                    | Aleksej Nikolaev |               |          |                                                                      |

| Arbitro: | Marios Panayi |

|  |           |                       |
|  | Marcatori | 83’ Nemeth 90’ Grumic |

| Arbitro: | Alejandro Hernández |

|                      |           |            |
| Colpaert 8’ Plet 45’ | Marcatori | 15’ Drygas |

| Arbitro: | Anatolij Abdula |

|  |           |                                    |
|  | Marcatori | 8’ Vibe 56’ Johansson 83’ Mahlangu |

| Toftir 17 luglio 2014, ore 20:00 UTC+2 | Víkingur      | 0 – 0 referto | Tromsø | Svangaskarð\| Arbitro: \| Radu Petrescu \| |
| Arbitro:                               | Radu Petrescu |               |        |                                            |

| Arbitro: | Padraig Sutton |

|                                              |           |                   |
| Toivio 16’ Forren 37’, 41’ (rig.) Hoseth 88’ | Marcatori | 70’ (rig.) Majcen |

| Skopje 17 luglio 2014, ore 20:30 UTC+2 | Metalurg Skopje | 0 – 0 referto | Željezničar | Arena Philip II\| Arbitro: \| Eli Hacmon \| |
| Arbitro:                               | Eli Hacmon      |               |             |                                             |

| Arbitro: | Ilias Spathas |

|                               |           |             |
| Dujmović 78’ Bilić 86’ (rig.) | Marcatori | 31’ Buzaglo |

| Bursa 17 luglio 2014, ore 20:30 UTC+3 | Bursaspor        | 0 – 0 referto | Chikhura Sachkhere | Bursa Atatürk Stadyumu\| Arbitro: \| Roy Reinshreiber \| |
| Arbitro:                              | Roy Reinshreiber |               |                    |                                                          |

| Arbitro: | Bojan Pandžić |

|  |           |                                               |
|  | Marcatori | 9’ Ari 39’ Gazinski 68’ Wanderson 86’ Bystrov |

| Arbitro: | Tobias Stieler |

|                       |           |  |
| Krstanović 85’ (rig.) | Marcatori |  |

| Arbitro: | Danilo Grujić |

|  |           |            |
|  | Marcatori | 28’ Yanush |

| Arbitro: | Markus Hameter |

|  |           |                      |
|  | Marcatori | 9’ Caktaš 73’ Vlašić |

| Arbitro: | Rene Eisner |

|                |           |  |
| Waterworth 87’ | Marcatori |  |

| Arbitro: | Michael Johansen |

|             |           |                                 |
| Law 9’, 19’ | Marcatori | 35’ (rig.), 90+2’ (rig.) Finsen |

| Aberdeen 17 luglio 2014, ore 20:45 UTC+1 | Aberdeen    | 0 – 0 referto | Groningen | Pittodrie Stadium\| Arbitro: \| Hugo Miguel \| |
| Arbitro:                                 | Hugo Miguel |               |           |                                                |

| Arbitro: | Anatolii Zhabchenko |

|  |           |             |
|  | Marcatori | 85’ Bamberg |

| Arbitro: | Sergejus Slyva |

|  |           |                               |
|  | Marcatori | 37’, 90’ Nutz 80’, 85’ Schütz |

#### Ritorno
| Arbitro: | Mervyn Smyth |

|                               |           |                          |
| Dodevski 16’ (aut.) Bajić 54’ | Marcatori | 62’ Radeski 90+2’ Krstev |

| Arbitro: | Dumitru Muntean |

|                                              |           |  |
| Topčagić 46’ Qonısbayev 61’ Murtazayev 90+3’ | Marcatori |  |

| Larnaca 24 luglio 2014, ore 15:30 UTC+3 | Hapoel Be'er Sheva | 0 – 0 referto | RNK Spalato | Neo GCZ\| Arbitro: \| João Capela \| |
| Arbitro:                                | João Capela        |               |             |                                      |

| Kouvola 24 luglio 2014, ore 17:30 UTC+3 | MyPa               | 0 – 0 referto | Dinamo Minsk | Saviniemi\| Arbitro: \| Bryn Markham-Jones \| |
| Arbitro:                                | Bryn Markham-Jones |               |              |                                               |

| Nicosia 24 luglio 2014, ore 18:00 UTC+3 | Omonia         | 0 – 0 referto | Budućnost Podgorica | Stadio Neo GSP\| Arbitro: \| Oliver Drachta \| |
| Arbitro:                                | Oliver Drachta |               |                     |                                                |

| Arbitro: | Sándor Andó-Szabó |

|                                                                    |           |  |
| Joãozinho 28’ Laborde 65’ Wánderson 67’, 74’ (rig.) Burmistrov 76’ | Marcatori |  |

| Arbitro: | Mihály Fábián |

|                 |           |                           |
| Sema 47’ (rig.) | Marcatori | 21’ Stojčev 36’, 82’ Okić |

| Arbitro: | Stanislav Todorov |

|                                                          |                      |                                                |
|                                                          | Marcatori            | 45+1’ Holmén                                   |
| Álvaro Amisulashvili D. Meza Špičić Bocognano Daşdəmirov | Tiri di rigore 3 – 4 | Prodell Rohdén Nilsson Mobaeck Beckmann Holmén |

| Arbitro: | Dennis Antamo |

|              |           |  |
| Ankersen 38’ | Marcatori |  |

| Chișinău 24 luglio 2014, ore 19:00 UTC+3 | Zimbru Chișinău | 0 – 0 referto | CSKA Sofia | Stadionul Zimbru\| Arbitro: \| Marco Fritz \| |
| Arbitro:                                 | Marco Fritz     |               |            |                                               |

| Arbitro: | Elmir Pilav |

|                                                              |           |          |
| Balanovič 9’ Guruli 28’ Asipenka 68’ Januš 81’ Haljuza 90+3’ | Marcatori | 6’ Duffy |

| Vaduz 24 luglio 2014, ore 19:00 UTC+2 | Vaduz         | 0 – 0 referto | Ruch Chorzów | Rheinpark Stadion\| Arbitro: \| Anar Salmanov \| |
| Arbitro:                              | Anar Salmanov |               |              |                                                  |

| Arbitro: | Rob Rogers |

|                  |           |  |
| Sasha 57’ (rig.) | Marcatori |  |

| Arbitro: | Tomasz Musiał |

|                                      |                      |                     |
| Odikadze Gabedava Koripadze Mumladze | Tiri di rigore 4 – 1 | Çinaz Civelli Tufan |

| Arbitro: | Fredy Fautrel |

|                            |           |  |
| Igboananike 55’ Goitom 72’ | Marcatori |  |

| Arbitro: | Svein-Erik Edvartsen |

|                                 |           |  |
| Ďubek 54’ Delarge 81’ Šural 90’ | Marcatori |  |

| Arbitro: | Gunnar Jarl Jónsson |

|              |           |                           |
| Wangberg 51’ | Marcatori | 60’ B. Hansen 77’ Hansson |

| Arbitro: | Ján Valášek |

|          |           |                                     |
| Lena 37’ | Marcatori | 39’ Teixeira 83’ de Lucas 90’ Priso |

| Arbitro: | Orel Grinfeeld |

|            |           |                            |
| Karner 29’ | Marcatori | 61’ Bojić 65’ Stojiljković |

| Arbitro: | Sebastian Colțescu |

|                                            |           |  |
| Kędziora 33’ Hämäläinen 43’ Kownacki 90+3’ | Marcatori |  |

| Arbitro: | Bartosz Frankowski |

|  |           |            |
|  | Marcatori | 68’ Andrić |

| Arbitro: | Mete Kalkavan |

|                                 |           |  |
| Janečka 4’, 43’ Sabo 60’ (rig.) | Marcatori |  |

| Arbitro: | Stavros Tritsonis |

|                                  |           |            |
| Ignjatijević 74’ Budkivs'kyj 87’ | Marcatori | 85’ Nimani |

| Arbitro: | Daniel Stefański |

|                 |           |                              |
| Kieftenbeld 44’ | Marcatori | 26’ (rig.) Rooney 33’ McGinn |

| Arbitro: | Lee Probert |

|            |           |                                |
| Petasz 52’ | Marcatori | 1’ Plet 48’ Aneke 76’ Skúlason |

| Arbitro: | Vitali Meshkov |

|                                                         |           |                             |
| Kourbelis 12’ De Blasis 45+6’ (rig.), 73’ Bakasetas 81’ | Marcatori | 53’ Mäkitalo 62’ Lahdenmäki |

| Arbitro: | Erik Lambrechts |

|           |           |                             |
| North 13’ | Marcatori | 16’ Helland 48’, 64’ Jensen |

| Arbitro: | Mads-Kristoffer Kristoffersen |

|                                        |           |  |
| Ivanić 17’ Alivodić 52’ Stojanović 68’ | Marcatori |  |

| Arbitro: | Ionuț Avram |

|             |           |                     |
| Kouassi 25’ | Marcatori | 66’ Hoban 74’ Byrne |

| Arbitro: | Nikolaj Hänni |

|                      |           |                              |
| Gosztonyi 38’ (rig.) | Marcatori | 80’ Moreno 85’ (rig.) Jordán |

| Arbitro: | Alan Mario Sant |

|  |           |                                    |
|  | Marcatori | 19’ Skalák 55’, 85’ Ďuriš 75’ Rosa |

| Arbitro: | Paolo Valeri |

|                  |           |                                     |
| Ugrai 65’ (rig.) | Marcatori | 20’ (rig.) Krstanović 37’ Samardžič |

| Arbitro: | Benoît Millot |

|  |           |                         |
|  | Marcatori | 21’ Seyidov 84’ Cardoso |

| Arbitro: | Bastian Dankert |

|  |           |           |
|  | Marcatori | 81’ Guima |

| Arbitro: | Carlos Xistra |

|           |           |             |
| Jogan 63’ | Marcatori | 49’ Agnaldo |

| Arbitro: | Alain Bieri |

|            |           |             |
| Coates 17’ | Marcatori | 27’ Rexhepi |

| Arbitro: | Jonathan Lardot |

|                                   |                      |                                        |
| May 22’ (rig.)                    | Marcatori            | 60’ Schneuwly                          |
| MacLean Caddis Mackay May Scobbie | Tiri di rigore 5 – 4 | Freuler Schneuwly Thiesson Wiss Winter |

| Arbitro: | Jovan Kaludjerović |

|                 |           |  |
| Segovia 6’, 55’ | Marcatori |  |

| Arbitro: | Nerijus Dunauskas |

|                            |           |  |
| Guðnason 42’ Björnsson 80’ | Marcatori |  |

| Arbitro: | Athanasios Giachos |

|                                               |           |                           |
| Finsen 38’ (rig.) Toft 85’ A. Jóhannsson 114’ | Marcatori | 11’ Hammell 66’ Ainsworth |

### Tabella riassuntiva
| Squadra 1         | Totale          | Squadra 2          | Andata | Ritorno     |
| ----------------- | --------------- | ------------------ | ------ | ----------- |
| Győri ETO         | 1 - 3           | Göteborg           | 0 - 3  | 1 - 0       |
| Molde             | 5 - 2           | Gorica             | 4 - 1  | 1 - 1       |
| Metalurg Skopje   | 2 - 2 (gfc)     | Željezničar        | 0 - 0  | 2 - 2       |
| Kalju Nõmme       | 1 - 3           | Lech Poznań        | 1 - 0  | 0 - 3       |
| Dinamo Minsk      | 3 - 0           | MyPa               | 3 - 0  | 0 - 0       |
| Neman             | 1 - 3           | FH                 | 1 - 1  | 0 - 2       |
| RNK Spalato       | 2 - 1           | Hapoel Be'er Sheva | 2 - 1  | 0 - 0       |
| Košice            | 0 - 4           | Slovan Liberec     | 0 - 1  | 0 - 3       |
| Víkingur          | 2 - 1           | Tromsø             | 0 - 0  | 2 - 1       |
| Petrolul Ploiești | 5 - 1           | Flamurtari         | 2 - 0  | 3 - 1       |
| Čukarički Stankom | 2 - 5           | Grödig             | 0 - 4  | 2 - 1       |
| CFR Cluj          | 1 - 0           | Jagodina           | 0 - 0  | 1 - 0       |
| Motherwell        | 4 - 5           | Stjarnan           | 2 - 2  | 2 - 3 (dts) |
| Zest'aponi        | 0 - 3           | Spartak Trnava     | 0 - 0  | 0 - 3       |
| Brommapojkarna    | 5 - 1           | Crusaders          | 4 - 0  | 1 - 1       |
| Aberdeen          | 2 - 1           | Groningen          | 0 - 0  | 2 - 1       |
| Bursaspor         | 0 - 0 (1-4 dcr) | Chikhura Sachkhere | 0 - 0  | 0 - 0 (dts) |
| Neftçi Baku       | 3 - 2           | Koper              | 1 - 2  | 2 - 0       |
| Linfield          | 1 - 2           | AIK                | 1 - 0  | 0 - 2       |
| Rijeka            | 3 - 1           | Ferencváros        | 1 - 0  | 2 - 1       |
| Budućnost         | 0 - 2           | Omonia             | 0 - 2  | 0 - 0       |
| Mladá Boleslav    | 6 - 1           | Široki Brijeg      | 2 - 1  | 4 - 0       |
| Lucerna           | 2 - 2 (4-5 dcr) | St. Johnstone      | 1 - 1  | 1 - 1 (dts) |
| Laçi              | 1 - 5           | Zorja              | 0 - 3  | 1 - 2       |
| Rosenborg         | 4 - 3           | Sligo Rovers       | 1 - 2  | 3 - 1       |
| Atlantas          | 0 - 3           | Şaxter             | 0 - 0  | 0 - 3       |
| Sarajevo          | 3 - 2           | Haugesund          | 0 - 1  | 3 - 1       |
| Zulte Waregem     | 5 - 2           | Zawisza Bydgoszcz  | 2 - 1  | 3 - 1       |
| Kalev Sillamäe    | 0 - 9           | Krasnodar          | 0 - 4  | 0 - 5       |
| CSKA Sofia        | 1 - 1 (gfc)     | Zimbru Chișinău    | 1 - 1  | 0 - 0       |
| Derry City        | 1 - 6           | Šachcër            | 0 - 1  | 1 - 5       |
| Ruch Chorzów      | 3 - 2           | Vaduz              | 3 - 2  | 0 - 0       |
| Astana            | 3 - 1           | Hapoel Tel Aviv    | 3 - 0  | 0 - 1       |
| Trenčín           | 4 - 3           | Vojvodina          | 4 - 0  | 0 - 3       |
| Liteks Loveč      | 2 - 3           | Diósgyőr           | 0 - 2  | 2 - 1       |
| Botev Plovdiv     | 2 - 3           | St. Pölten         | 2 - 1  | 0 - 2       |
| RoPS              | 3 - 5           | Asteras Tripolis   | 1 - 1  | 2 - 4       |
| Dundalk           | 2 - 3           | Hajduk Spalato     | 0 - 2  | 2 - 1       |
| Qayrat            | 1 - 2           | Esbjerg            | 1 - 1  | 0 - 1       |
| Elfsborg          | 1 - 1 (4-3 dcr) | Inter Baku         | 0 - 1  | 1 - 0 (dts) |

## Terzo turno

### Sorteggio
| Gruppo 1                                                       | Gruppo 1                                                                        | Gruppo 2                                                       | Gruppo 2                                                         | Gruppo 3                                                                    | Gruppo 3                                           |
| Teste di serie                                                 | Non teste di serie                                                              | Teste di serie                                                 | Non teste di serie                                               | Teste di serie                                                              | Non teste di serie                                 |
| -------------------------------------------------------------- | ------------------------------------------------------------------------------- | -------------------------------------------------------------- | ---------------------------------------------------------------- | --------------------------------------------------------------------------- | -------------------------------------------------- |
| O. Lione Magonza Čornomorec' Rosenborg Krasnodar St. Johnstone | Asteras Tripolis Mladá Boleslav Diósgyőr Karabükspor Spartak Trnava RNK Spalato | PSV Lech Poznań Hull City Torino Omonia Molde                  | Stjarnan Zorja Trenčín St. Pölten Metalurg Skopje Brommapojkarna | Astana Real Sociedad Slovan Liberec Zulte Waregem Atromitos Zimbru Chișinău | Aberdeen AIK Astra Giurgiu Grödig Sarajevo Šachcër |
| Gruppo 4                                                       | Gruppo 4                                                                        | Gruppo 5                                                       | Gruppo 5                                                         |                                                                             |                                                    |
| Teste di serie                                                 | Non teste di serie                                                              | Teste di serie                                                 | Non teste di serie                                               |                                                                             |                                                    |
| Viktoria Plzeň Young Boys Esbjerg Dinamo Mosca Elfsborg Rijeka | Víkingur Ironi K. Shmona Petrolul Ploiești FH Ruch Chorzów Ermis Aradippou      | Club Bruges CFR Cluj Chikhura Sachkhere Rio Ave Hajduk Spalato | Brøndby Neftçi Baku Dinamo Minsk Göteborg Şaxter                 |                                                                             |                                                    |

### Risultati

#### Andata
| Arbitro: | Aliyar Aghayev |

|                                                           |           |                             |
| Topčagić 10’ Fïnonçenko 21’ Ðidić 70’ Zhangylyshbay 90+4’ | Marcatori | 19’ Gotal 78’ (rig.) Caktaš |

| Arbitro: | Ante Vučemilović |

|                |           |           |
| Nöserbayev 42’ | Marcatori | 9’ Bahoui |

| Baku 31 luglio 2014, ore 19:00 UTC+4 | Neftçi Baku    | 0 – 0 referto | Chikhura Sachkhere | Bakcell Arena\| Arbitro: \| Cristian Balaj \| |
| Arbitro:                             | Cristian Balaj |               |                    |                                               |

| Arbitro: | Tom Harald Hagen |

|                                                           |           |            |
| Holmén 55’ (rig.) Frick 70’ Rohdén 81’ Hedlund 89’ (rig.) | Marcatori | 62’ Lennon |

| Arbitro: | Gediminas Mažeika |

|                            |           |  |
| Cristovão 9’, 57’ Poté 14’ | Marcatori |  |

| Arbitro: | Ilias Spathas |

|                    |           |  |
| Fatai 4’, 74’, 81’ | Marcatori |  |

| Chorzów 31 luglio 2014, ore 18:00 UTC+2 | Ruch Chorzów    | 0 – 0 referto | Esbjerg | Stadion Ruchu\| Arbitro: \| Vlado Glodjović \| |
| Arbitro:                                | Vlado Glodjović |               |         |                                                |

| Arbitro: | Kristinn Jakobsson |

|             |           |          |
| Kurányi 71’ | Marcatori | 63’ Kola |

| Arbitro: | Tobias Welz |

|          |           |                                         |
| Rosa 66’ | Marcatori | 9’, 47’ Yattara 36’ Gonalons 67’ Umtiti |

| Žilina 31 luglio 2014, ore 19:00 UTC+2 | Trenčín      | 0 – 0 referto | Hull City | Štadión MŠK Žilina\| Arbitro: \| Davide Massa \| |
| Arbitro:                               | Davide Massa |               |           |                                                  |

| Arbitro: | Serdar Gözübüyük |

|  |           |                                      |
|  | Marcatori | 45’ (rig.), 53’ Larrondo 58’ Barreto |

| Arbitro: | Slavko Vinčić |

|             |           |  |
| de Jong 56’ | Marcatori |  |

| Karabük 31 luglio 2014, ore 20:00 UTC+3 | Karabükspor   | 0 – 0 referto | Rosenborg | Necmettin Şeyhoğlu Stadı\| Arbitro: \| Libor Kovařik \| |
| Arbitro:                                | Libor Kovařik |               |           |                                                         |

| Arbitro: | Fernando Teixeira |

|  |           |                  |
|  | Marcatori | 22’ Ahmed Hassan |

| Arbitro: | Martin Hansson |

|              |           |  |
| Adamović 54’ | Marcatori |  |

| Arbitro: | Harald Lechner |

|               |           |              |
| Kamenjuka 62’ | Marcatori | 89’ Svendsen |

| Arbitro: | Clayton Pisani |

|             |           |  |
| Nuzzolo 58’ | Marcatori |  |

| Arbitro: | Marcin Borski |

|                   |           |  |
| Rog 25’ Belle 48’ | Marcatori |  |

| Arbitro: | Anthony Taylor |

|          |           |             |
| Mutu 76’ | Marcatori | 90+1’ Kolář |

| Arbitro: | Dimitar Meckarovski |

|             |           |                                                                |
| Hansson 35’ | Marcatori | 14’ Lešković 45+1’, 76’ Kvržić 52’ Jahović 81’ (rig.) Kramarić |

| Arbitro: | Fırat Aydınus |

|                    |           |                                                                      |
| Plet 40’ Conté 75’ | Marcatori | 4’ Haljuza 12’ Macvejčyk 45+4’ Starhorods'kyj 78’ Januš 90+1’ Guruli |

| Arbitro: | Vladislav Bezborodov |

|                                     |           |  |
| Duarte 14’ Castillo 30’ Vázquez 63’ | Marcatori |  |

| Arbitro: | Manuel De Sousa |

|             |           |  |
| Okazaki 45’ | Marcatori |  |

| Arbitro: | Bülent Yıldırım |

|           |           |                                                                  |
| Bacsa 49’ | Marcatori | 28’ Ari 40’ Ahmedov 51’ Pereyra 88’ (rig.) Joãozinho 90’ Bystrov |

| Arbitro: | Ognjen Valjić |

|          |           |  |
| Toft 48’ | Marcatori |  |

| Arbitro: | Ivaylo Stoyanov |

|              |           |                          |
| Puzigaća 26’ | Marcatori | 11’ Fytanidīs 75’ Nastos |

| Arbitro: | Bastian Dankert |

|                          |           |  |
| Zurutuza 53’ Canales 68’ | Marcatori |  |

| Arbitro: | Mattias Gestranius |

|              |           |                  |
| Mackay 90+3’ | Marcatori | 34’, 63’ Schranz |

| Arbitro: | Lee Evans |

|            |           |                               |
| Correa 89’ | Marcatori | 35’ Alexeev 59’ (aut.) Handle |

#### Ritorno
| Arbitro: | Kevin Clancy |

|  |           |                      |
|  | Marcatori | 36’ Steffen 66’ Frey |

| Arbitro: | Christian Dingert |

|                         |           |  |
| Konaté 30’, 55’ Ari 86’ | Marcatori |  |

| Odessa 7 agosto 2014, ore 19:00 UTC+3 | Čornomorec'       | 0 – 0 referto | RNK Spalato | Stadio Čornomorec'\| Arbitro: \| Jesús Gil Manzano \| |
| Arbitro:                              | Jesús Gil Manzano |               |             |                                                       |

| Arbitro: | Steven McLean |

|                 |           |                                |
| Gulbrandsen 43’ | Marcatori | 2’ Kamenjuka 89’ (aut.) Forren |

| Arbitro: | Artyom Kwçïn |

|                          |           |                               |
| Šural 45’ Obročník 45+3’ | Marcatori | 37’ Enache 83’ Rus 89’ Bukari |

| Arbitro: | Kristo Tohver |

|                       |           |                                   |
| Nielsen 29’ Pušić 85’ | Marcatori | 13’ (rig.) Starzyński 90+5’ Surma |

| Arbitro: | Richard Liesveld |

|           |           |                              |
| Kehat 11’ | Marcatori | 22’ (rig.) Kurányi 30’ Ionov |

| Arbitro: | Michael Koukoulakis |

|  |           |                                       |
|  | Marcatori | 36’ Kéthévoama 54’ Şomko 71’ Jolşïyev |

| Arbitro: | Leontios Trattou |

|                   |           |                |
| Balanovič 7’, 42’ | Marcatori | 40’, 73’ Sylla |

| Arbitro: | Artur Dias |

|                              |           |                                   |
| Segovia 56’ Kerschbaumer 90’ | Marcatori | 28’ Locadia 69’ Depay 70’ de Jong |

| Poznań 7 agosto 2014, ore 19:00 UTC+2 | Lech Poznań       | 0 – 0 referto | Stjarnan | Stadion Miejski\| Arbitro: \| Pavle Radovanović \| |
| Arbitro:                              | Pavle Radovanović |               |          |                                                    |

| Arbitro: | István Kovács |

|            |           |            |
| Helland 8’ | Marcatori | 35’ Özmert |

| Arbitro: | Tamás Bognár |

|                   |           |                    |
| Gabedava 30’, 50’ | Marcatori | 16’, 27’, 38’ Nfor |

| Arbitro: | Antony Gautier |

|  |           |                               |
|  | Marcatori | 71’ Stasevič 81’ (rig.) Udoji |

| Arbitro: | Tony Chapron |

|                                   |           |  |
| Sušić 14’ Maglica 36’ Gotal 90+5’ | Marcatori |  |

| Arbitro: | Javier Estrada |

|             |           |         |
| Mikovič 82’ | Marcatori | 42’ May |

| Arbitro: | Arnold Hunter |

|                |           |                                |
| Tavlaridis 86’ | Marcatori | 24’ Duljević 80’, 105’ Bilbija |

| Arbitro: | Alon Yefet |

|  |           |                             |
|  | Marcatori | 38’ Castillo 45+1’ Fernando |

| Arbitro: | Benoît Millot |

|           |           |                                                     |
| Pilař 40’ | Marcatori | 20’ Filipe Teixeira 38’ Mutu 43’ de Lucas 69’ Tamuz |

| Arbitro: | Serge Gumienny |

|                              |           |                  |
| De Blasis 30’ Mazza 68’, 86’ | Marcatori | 39’ Koo Ja-Cheol |

| Arbitro: | Paweł Raczkowski |

|                                                                    |           |  |
| Jónsson 4’ (aut.) Darmian 37’ Quagliarella 80’ (rig.) Martínez 90’ | Marcatori |  |

| Arbitro: | Stephan Klossner |

|                         |           |                  |
| Lacazette 58’ N'Jie 89’ | Marcatori | 71’ (rig.) Milla |

| Arbitro: | Bas Nijhuis |

|                          |           |          |
| Elmohamady 27’ Aluko 80’ | Marcatori | 2’ Malec |

| Arbitro: | Robert Schörgenhofer |

|                          |           |                |
| Guðnason 17’ Doumbia 76’ | Marcatori | 90+4’ Beckmann |

| Arbitro: | Padraig Sutton |

|  |           |                |
|  | Marcatori | 54’ Nuno Assis |

| Arbitro: | Eitan Shemeulevitch |

|                          |           |                                                  |
| Pawlett 44’ Reynolds 57’ | Marcatori | 28’, 86’ (rig.) Xabi Prieto 90+1’ Markel Bergara |

| Vila do Conde 7 agosto 2014, ore 20:00 UTC+1 | Rio Ave      | 0 – 0 referto | Göteborg | Estádio do Rio Ave FC\| Arbitro: \| Paolo Valeri \| |
| Arbitro:                                     | Paolo Valeri |               |          |                                                     |

| Arbitro: | Antti Munukka |

|  |           |            |
|  | Marcatori | 84’ Djurić |

| Arbitro: | Vitalij Meškov |

|                                           |           |  |
| Jahović 39’, 48’, 64’ Jacobsen 77’ (aut.) | Marcatori |  |

### Tabella riassuntiva
| Squadra 1         | Totale      | Squadra 2          | Andata | Ritorno     |
| ----------------- | ----------- | ------------------ | ------ | ----------- |
| Karabükspor       | 1 - 1 (gfc) | Rosenborg          | 0 - 0  | 1 - 1       |
| RNK Spalato       | 2 - 0       | Čornomorec'        | 2 - 0  | 0 - 0       |
| St. Johnstone     | 2 - 3       | Spartak Trnava     | 1 - 2  | 1 - 1       |
| Mainz             | 2 - 3       | Asteras Tripolis   | 1 - 0  | 1 - 3       |
| Diósgyőr          | 1 - 8       | Krasnodar          | 1 - 5  | 0 - 3       |
| Mladá Boleslav    | 2 - 6       | O. Lione           | 1 - 4  | 1 - 2       |
| Trenčín           | 1 - 2       | Hull City          | 0 - 0  | 1 - 2       |
| Omonia            | 4 - 0       | Metalurg Skopje    | 3 - 0  | 1 - 0       |
| Brommapojkarna    | 0 - 7       | Torino             | 0 - 3  | 0 - 4       |
| PSV               | 4 - 2       | St. Pölten         | 1 - 0  | 3 - 2       |
| Stjarnan          | 1 - 0       | Lech Poznań        | 1 - 0  | 0 - 0       |
| Zorja             | 3 - 2       | Molde              | 1 - 1  | 2 - 1       |
| Sarajevo          | 4 - 3       | Atromitos          | 1 - 2  | 3 - 1 (dts) |
| Real Sociedad     | 5 - 2       | Aberdeen           | 2 - 0  | 3 - 2       |
| Astana            | 4 - 1       | AIK                | 1 - 1  | 3 - 0       |
| Zulte Waregem     | 4 - 7       | Šachcër            | 2 - 5  | 2 - 2       |
| Grödig            | 2 - 2 (gfc) | Zimbru Chișinău    | 1 - 2  | 1 - 0       |
| Astra Giurgiu     | 6 - 2       | Slovan Liberec     | 3 - 0  | 3 - 2       |
| Ruch Chorzów      | 2 - 2 (gfc) | Esbjerg            | 0 - 0  | 2 - 2       |
| Dinamo Mosca      | 3 - 2       | Ironi K. Shmona    | 1 - 1  | 2 - 1       |
| Young Boys        | 3 - 0       | Ermis Aradippou    | 1 - 0  | 2 - 0       |
| Elfsborg          | 5 - 3       | FH                 | 4 - 1  | 1 - 2       |
| Petrolul Ploiești | 5 - 2       | Viktoria Plzeň     | 1 - 1  | 4 - 1       |
| Víkingur          | 1 - 9       | Rijeka             | 1 - 5  | 0 - 4       |
| Dinamo Minsk      | 3 - 0       | CFR Cluj           | 1 - 0  | 2 - 0       |
| Neftçi Baku       | 3 - 2       | Chikhura Sachkhere | 0 - 0  | 3 - 2       |
| Göteborg          | 0 - 1       | Rio Ave            | 0 - 1  | 0 - 0       |
| Club Bruges       | 5 - 0       | Brøndby            | 3 - 0  | 2 - 0       |
| Şaxter            | 4 - 5       | Hajduk Spalato     | 4 - 2  | 0 - 3       |